# Gérard Delbeke
Pour les articles homonymes, voir Delbeke.
Gérard Delbeke est un footballeur international belge né le 1er août 1898 à Ruiselede (Belgique) et mort le 4 novembre 1984.
Il a été milieu de terrain au Club brugeois, pendant huit saisons dans l'équipe première. Il a joué un match international avec la Belgique, le 20 juillet 1930, lors de la première Coupe du monde à Montevideo, contre le Paraguay (défaite, 1-0).
En 1933, il raccroche les crampons et devient entraîneur avec pour mission de faire remonter le Club brugeois parmi l'élite. Il échoue et doit démissionner. Il dirige encore les Blauw-Zwart pendant la Seconde Guerre mondiale.

## Palmarès
- International A en 1930 (1 sélection lors de la Coupe du monde en 1930)